# ムハンマド・ブハリ
ムハンマド・ブハリ（英語: Muhammadu Buhari ムハンマドゥ・ブハリ、1942年12月17日 - 2025年7月13日）は、ナイジェリアの軍人、政治家。カツィナ州出身のフラニ人で、イスラム教徒である。
1983年12月31日、クーデターでシェフ・シャガリ文民政権を打倒し、1985年8月27日までナイジェリアの国家元首を務めるもイブラヒム・ババンギダのクーデターによって打倒された。
2015年3月31日、ナイジェリア大統領選挙で、現職のグッドラック・ジョナサンを破り、大統領に当選した。

## 軍歴
ブハリは1942年12月17日にカツィナ州で生まれ、1962年に19歳でナイジェリアの陸軍士官学校に入学し、1962年から1964年までイギリスのサンドハースト王立陸軍士官学校で軍事訓練を受けた。
1975年に誕生したムルタラ・ムハンマド軍事政権の下では北東部州の州知事に任命され、1976年に北東部州が解体されるとボルノ州の初代知事を務めた。
1976年にオルセグン・オバサンジョ軍事政権の下で石油・天然資源大臣に任命され、石油のパイプラインや貯蔵インフラの整備を推し進めた。1977年には新設されたナイジェリア国営石油公社の総裁に任命されて1978年までその地位にあった。
1979年から1980年までアメリカ陸軍戦略大学に留学して修士号を授与された。

## ブハリ主義
1983年12月31日に当時第3機甲師団の師団長だったブハリを中心とするナイジェリア軍将校がクーデターを起こし、民政移管で成立したシェフ・シャガリ政権を打倒した。ブハリは国家元首である軍事評議会議長に就任すると、文民政権は絶望的なまでに腐敗し、社会から道徳が失われたとしてクーデターを正当化した。
ブハリの政策はブハリ主義と呼ばれ、特に「無規律との戦い」と称した国民キャンペーンによる綱紀粛正は熾烈さを極め、ナイジェリアの人々はバス停やエレベーターで整列しなければ鞭打ちで罰せられ、軽微な犯罪でも死刑に処された。報道の自由を抑圧して罪状なしでも3ヶ月まで反対派を拘禁できる法案を通過させ、ストライキやデモは禁止され、1984年10月までに汚職を理由に約20万人の公務員を解雇して約500人の政治家や実業家が投獄され、著名なミュージシャンで政治評論家でもあるフェラ・クティに懲役10年の刑を宣告し、アムネスティに政治的な弾圧であるとして非難を浴びた。また、国際通貨基金（IMF）がナイラを60％切り下げるよう要求したとき、IMFとの関係を断絶した。しかし、ブハリが自ら推進した経済改革はIMFが要求したものより厳格であった。
1985年8月27日にイブラヒム・ババンギダによって打倒され、ブハリは1988年までベニンシティで拘留された。ブハリ支持者は、ブハリの政策がその規律正しさで具体的な成果を出し始めたゆえに腐敗した勢力に打倒されたと信じていた。

## 民主化後
釈放後、ブハリはサニ・アバチャ政権下で石油信託基金の総裁に就任した。
民主化後、2003年にはブハリは全ナイジェリア人民党から大統領候補として選挙に出馬したが、人民民主党の現職大統領オルセグン・オバサンジョに11万票差をつけられ敗北した。この結果に対し、ブハリは不正選挙がおこなわれたとして受け入れを拒否した。この後、ブハリは北部と軍の支持をバックに、保守派の有力政治家となっていった。北部諸州がシャリーアを導入して連邦政府と対立した際には、ブハリは北部を支持してオバサンジョ大統領と対立を深めた。
2006年の大統領選挙にも出馬したものの、いずれも次点に終わった。2006年の選挙では彼の対抗馬は同じカツィナ州出身のウマル・ヤラドゥアであり、ブハリの地盤とする北部票が蚕食される結果に終わった。得票はヤラドゥアの70%に対し、ブハリは18％にすぎなかった。ブハリはこの結果も受け入れを拒否した。選挙後、全ナイジェリア人民党はヤラドゥア政権入りを決めたが、ブハリはこれにも異を唱え、2010年3月には全ナイジェリア人民党から離党して新党である進歩変革会議を結党した。
2011年4月6日の大統領選挙においては、ブハリは有力候補とみなされていたものの、南部を地盤とした現大統領グッドラック・ジョナサンに100万票以上の差をつけられて大敗を喫し、またも次点に終わった。これにより、開票結果が発表された18日からブハリ支持者の多い北部を中心に暴動が勃発し、500人以上が死亡した。

## 大統領として政権復帰
2015年3月31日、大統領選挙で当選して現職のグッドラック・ジョナサンを破り、同年5月29日にナイジェリア第15代大統領に就任した。就任半年後の11月11日、組閣にこぎつけた。
2019年2月23日に実施された大統領選挙に勝利して再選した。

## 死去
退任後の2025年7月13日の午後、ロンドンのクリニックで死去。82歳没。

## 政策

### 経済
2015年8月、ブハリは財務省単一口座（TSA）の導入を開始。これは、さまざまな政府準国家の歳入徴収を一元化するために行われた。彼はTSAが連邦政府内の汚職の削減に役立つと信じており、2017年2月までに納税者の納税額が5兆2,440億ナイラ節約されたと見積もっている。

### 汚職対策
ブハリはムルタラ政権下から強い反汚職を主張する人物として知られていた。1980年代に彼が行った無規律との戦いでは、腐敗の根絶も方針に入っていた。2016年には、サニ・アバチャが登録したスイス口座に潜む3億ドルの不正資金を回収、ある程度の勝利を収めた。

### 外交
ブハリはミャンマー国軍によるロヒンギャに対する弾圧を民族浄化、つまりジェノサイドであると述べ、ルワンダ虐殺のような惨事が起こってしまうとミャンマーの軍事政権を厳しく批判した。また、女性の権利を擁護し、女性と少女に対する暴力を終わらせるための世界条約の締結を呼びかけた初めての大統領である。